# Recchia veruta
Recchia veruta är en skalbaggsart som först beskrevs av Lane 1966.  Recchia veruta ingår i släktet Recchia och familjen långhorningar. Inga underarter finns listade i Catalogue of Life.